# 伊賀神戸駅
伊賀神戸駅（いがかんべえき）は、三重県伊賀市比土にある、近畿日本鉄道（近鉄）・伊賀鉄道の駅である。両社で構内を共用する共同使用駅であり、近鉄が駅を管理している。駅番号は近鉄がD52。
近鉄の大阪線と、伊賀鉄道の伊賀線が乗り入れる。伊賀線は当駅が終点である。

## 歴史
当駅の開業前、その前身として庄田駅（しょうだえき）が当駅付近に開設されていたため、同駅についてもあわせて記述する。

### 年表
- 1922年（大正11年）7月18日：伊賀鉄道（旧）の庄田駅が上野町 - 名張（のちの西名張）間開通時に開業[1][2]。場所は現在の伊賀神戸駅から西名張方向に600メートル進んだ地点であった[3]。
- 1926年（大正15年）12月19日：伊賀鉄道（旧）の社名変更により伊賀電気鉄道の駅となる[4]。
- 1929年（昭和4年）3月31日：伊賀電気鉄道の会社合併により大阪電気軌道伊賀線の駅となる[5]。
- 1930年（昭和5年）
  - 10月10日：参宮急行電鉄榛原 - 伊賀神戸間開通時に伊賀神戸駅が開業[1]、大軌伊賀線にも同駅が設けられ共同使用駅となる。同時に庄田駅が廃止[3]。
  - 11月19日：参宮急行電鉄の伊賀神戸 - 阿保間開業[1]。
- 1931年（昭和6年）9月30日：伊賀線が大阪電気軌道より参宮急行電鉄に譲渡され、参宮急行電鉄単独駅となる[1]。
- 1941年（昭和16年）3月15日：大阪電気軌道と参宮急行電鉄の会社合併により、関西急行鉄道の駅となる[1]。
- 1944年（昭和19年）6月1日：会社合併により近畿日本鉄道の駅となる[1]。
- 1945年（昭和20年）6月1日：伊賀線の伊賀神戸 - 西名張間が休止[6]。
- 1946年（昭和21年）3月15日：伊賀線の伊賀神戸 - 西名張間が営業再開[6]。
- 1959年（昭和34年）12月23日：大阪線の美旗 - 伊賀神戸間複線化[6]。
- 1961年（昭和36年）8月21日：大阪線の伊賀神戸 - 阿保間複線化[6]。
- 1964年（昭和39年）10月1日：伊賀線の伊賀神戸 - 西名張間廃止[6]。伊賀線の終着駅となる。
- 2007年（平成19年）
  - 4月1日：大阪線PiTaPa使用開始[7]。
  - 10月1日：伊賀線が伊賀鉄道（新）に移管[1]、同社と近鉄の共同使用駅となる。
- 2019年（平成31年）2月28日：伊賀鉄道に多言語対応の自動券売機を導入[8]。
- 2020年（令和2年）2月頃：接近・発車の案内放送が更新される。
- 2024年（令和6年）3月9日：伊賀鉄道でICOCA導入。

## 駅構造
合計3面3線のホームを持つ地上駅。駅舎は伊賀鉄道側にある。
駅舎側に単式ホーム1面1線の伊賀鉄道ホームがある。かつては島式1面2線だったが、駅舎改良工事に伴う2007年7月9日の伊賀線のダイヤ変更により、6番線が廃止され、跡地は改札口から伊賀鉄道ホームへの通路となった。
その奥に相対式ホーム2面2線の近鉄ホームがある。かつては単式・島式併用の2面3線で、下りホームが島式であったが、伊賀鉄道側の線路はロープが張られて使用停止の後、駅舎改良工事時に柵が設置され線路も撤去された。
青山町寄りに引き上げ線と大阪線本線上に逆方向の片渡り線が設置されていたが、駅舎改良工事の際に廃止され、保線車両の留置線に転用された。なお、現在はその留置線も廃止され、すべて剥がされている。
伊賀鉄道では券売機で乗車券を販売しているが、改札および集札は車内で行われる。

### のりば
| のりば | 路線         | 方向 | 行先                           |
| ------ | ------------ | ---- | ------------------------------ |
| 1      | D 近鉄大阪線 | 下り | 伊勢中川・五十鈴川・賢島方面   |
| 2      | D 近鉄大阪線 | 上り | 名張・大阪上本町・大阪難波方面 |
| 5      | ■伊賀鉄道線  | 上り | 上野市・伊賀上野方面           |

付記事項
- 1・2番のりばの有効長は10両。5番のりばの有効長は2両。
- 1・2番乗り場のレールは標準軌。

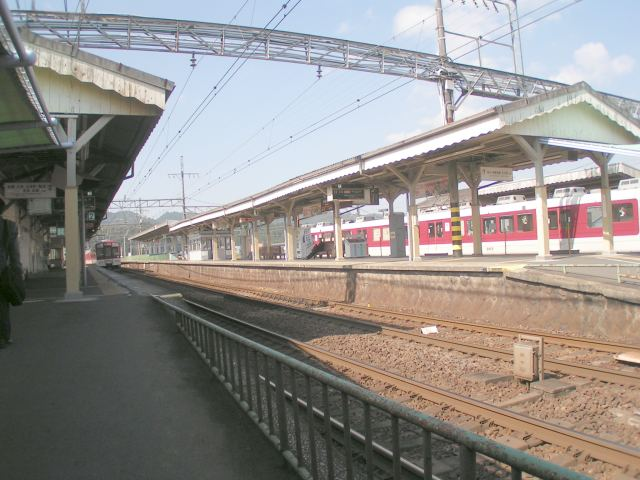
構内（2005年10月、近鉄大阪線のりばから）
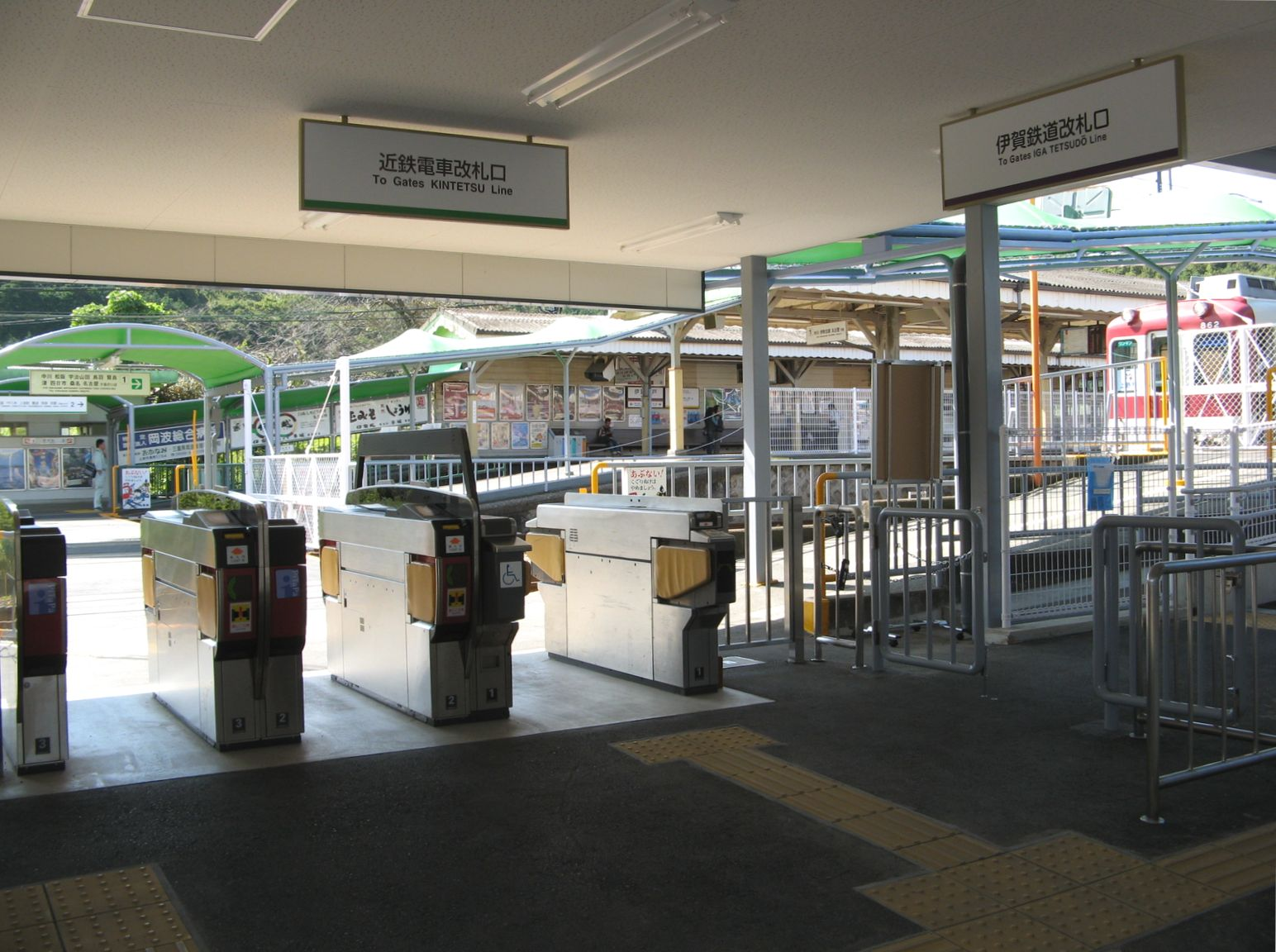
改札は近鉄（左手自動改札）と伊賀鉄道（右手）で分かれる（2007年10月）
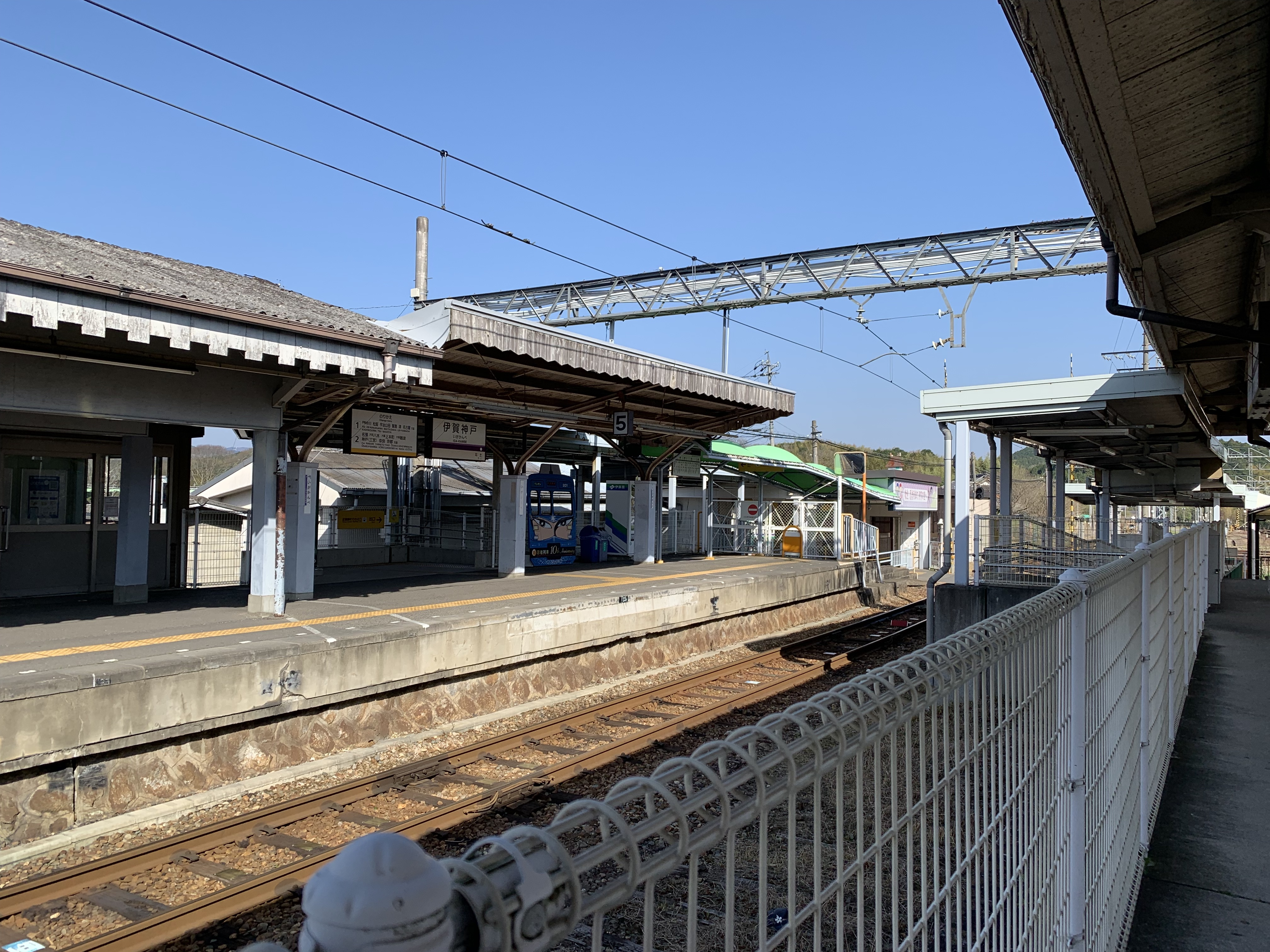
伊賀鉄道ホーム（2022年4月、近鉄大阪線のりばから）

## 特徴

### ダイヤ面
近鉄大阪線
- 快速急行以下の全一般列車が停車し、一部の乙特急も停車している[11]。
  - 停車する特急列車の詳細：阪伊乙特急については、日中は大阪難波駅発着の列車が上下共に毎時1本停車し、7時台と18時以降の下り松阪方面および大阪方面行きは毎時2本の列車が停車している[11]。早朝には当駅始発の大阪方面行き（平日1本）も設定されているが、当駅終着の列車は設定されていない[11]。
  - 名阪乙特急「アーバンライナー」については、大阪方面行きは平日朝2本（土休日は1本）と18時以降の全列車、名古屋方面行きは平日・土休日共に朝3本の列車が停車する[11]。従来、名古屋方面行きの名阪乙特急は全列車通過していたが、現在は早朝の名張駅発と大阪難波駅6時台と7時台発の2本が停車する[12]。
- 一般列車は日中は毎時3本、朝夕は毎時3 - 6本の停車本数となる[11]。

伊賀鉄道線
- 終日、20 - 40分間隔で運行されている[11]。

### 駅設備・営業面
- 名張駅管理の有人駅で、PiTaPa・ICOCA対応の自動改札機および自動精算機（回数券カードおよびICカードのチャージに対応）が設置されている。なお、伊賀鉄道側は自動改札機が導入されておらず、自動券売機は近鉄と伊賀鉄道で別々に設置されている。
- 定期券・特急券は窓口にて購入可能[13]。
- トイレは改札内にある。長らく汲み取り式のものが2番のりば裏にあったが、2015年に改札付近へ移設・水洗化された。また、2020年度に多目的トイレが設置された。
- 伊賀鉄道は車内改札を行っている。

### 備考
- 近鉄では駅名標で旧国名の部分が「大和八木」のように小さく表示されることが多いが、当駅は「伊賀」の部分も「神戸」と同じサイズで書かれている。
  - なお、当駅は2004年に近鉄全線で駅名表記を正式なものに改める前から「伊賀」を省略せず案内していた（伊勢若松駅と同様）。かつては現在の鈴鹿市駅が「伊勢神戸」を名乗っていたため、区別する意味合いもあった。

## 当駅乗降人員

### 近鉄大阪線
近年における当駅（近鉄大阪線）の1日乗降人員の調査結果は以下の通り。
- 2023年11月7日：3,572人
- 2022年11月8日：3,382人
- 2021年11月9日：3,143人
- 2018年11月13日：4,420人
- 2015年11月10日：4,671人
- 2012年11月13日：4,758人
- 2010年11月9日：5,455人
- 2008年11月18日：5,770人
- 2005年11月8日：2,892人（伊賀線分離前）

### 伊賀鉄道
近年における当駅（伊賀鉄道）の1日乗降人員の調査結果は以下の通りで、利用者数が最も多くなっている。
- 2021年11月9日：1,841人（乗車：912人、降車：929人）[15]
- 2018年11月13日：2,431人（乗車：1,243人、降車：1,188人）[16]
- 2015年11月10日：2,734人（乗車：1,378人、降車：1,356人）
- 2012年11月13日：2,881人（乗車：1,464人、降車：1,417人）
- 2010年11月9日：3,550人
- 2008年11月8日：3,883人

## 利用状況
「三重県統計書」によると、近年の1日平均乗車人員は以下の通り。伊賀鉄道は当初年度より、近鉄は2010年度より両社での乗り継ぎ人員を含んでいる。
| 年度   | 近鉄             | 伊賀鉄道         |
| 年度   | 1日平均 乗車人員 | 1日平均 乗車人員 |
| ------ | ---------------- | ---------------- |
| 1997年 | 1,477            |                  |
| 1998年 | 1,442            |                  |
| 1999年 | 1,521            |                  |
| 2000年 | 1,601            |                  |
| 2001年 | 1,522            |                  |
| 2002年 | 1,429            |                  |
| 2003年 | 1,368            |                  |
| 2004年 | 1,320            |                  |
| 2005年 | 1,279            |                  |
| 2006年 | 1,256            |                  |
| 2007年 | 1,410            | 2,767            |
| 2008年 | 1,634            | 2,179            |
| 2009年 | 1,545            | 2,098            |
| 2010年 | 2,864            | 2,031            |
| 2011年 | 2,750            | 1,894            |
| 2012年 | 2,653            | 1,802            |
| 2013年 | 2,588            | 1,808            |
| 2014年 | 2,437            | 1,664            |
| 2015年 | 2,434            | 1,631            |
| 2016年 | 2,392            | 1,544            |
| 2017年 | 2,412            | 1,515            |
| 2018年 | 2,354            | 1,442            |
| 2019年 | 2,246            | 1,350            |
| 2020年 | 1,733            | 1,141            |
| 2021年 | 1,748            | 1,096            |
| 2022年 | 1,971            | 1,237            |
| 2023年 | 2,001            | 1,171            |

伊賀神戸駅の利用状況の変遷は下表の通り。
- 輸送実績（乗車人員）の単位は人であり、年度での総計値を示す。年度間の比較に適したデータである。
- 乗降人員調査結果は任意の1日における値（単位: 人）である。調査日の天候・行事等の要因によって変動が大きいので年度間の比較には注意のこと。
- 2007年までは伊賀線も近鉄直轄路線であり、大阪線と伊賀線相互の乗換客を計上していないので比較には注意を要する。
- 表中、最高値を赤色で、最高値を記録した年度以降の最低値を青色で、最高値を記録した年度以前の最低値を緑色で表記している。

| 年度別利用状況（近鉄 伊賀神戸駅） | 年度別利用状況（近鉄 伊賀神戸駅）    | 年度別利用状況（近鉄 伊賀神戸駅）    | 年度別利用状況（近鉄 伊賀神戸駅）    | 年度別利用状況（近鉄 伊賀神戸駅）    | 年度別利用状況（近鉄 伊賀神戸駅） | 年度別利用状況（近鉄 伊賀神戸駅） | 年度別利用状況（近鉄 伊賀神戸駅） |
| 年 度                             | 当駅分輸送実績（乗車人員）：人／年度 | 当駅分輸送実績（乗車人員）：人／年度 | 当駅分輸送実績（乗車人員）：人／年度 | 当駅分輸送実績（乗車人員）：人／年度 | 乗降人員調査結果 人／日           | 乗降人員調査結果 人／日           | 特 記 事 項                       |
| --------------------------------- | ------------------------------------ | ------------------------------------ | ------------------------------------ | ------------------------------------ | --------------------------------- | --------------------------------- | --------------------------------- |
| 年 度                             | 通勤定期                             | 通学定期                             | 定期外                               | 合 計                                | 調査日                            | 調査結果                          | 特 記 事 項                       |
| 1950年（昭和25年）                | 138,120                              | ←←←←                                 | 60,084                               | 198,204                              |                                   |                                   |                                   |
| 1951年（昭和26年）                | 133,170                              | ←←←←                                 | 58,652                               | 191,822                              |                                   |                                   |                                   |
| 1952年（昭和27年）                | 131,850                              | ←←←←                                 | 59,776                               | 191,626                              |                                   |                                   |                                   |
| 1953年（昭和28年）                | 109,800                              | ←←←←                                 | 58,572                               | 168,372                              |                                   |                                   |                                   |
| 1954年（昭和29年）                | 124,230                              | ←←←←                                 | 65,552                               | 189,782                              |                                   |                                   |                                   |
| 1955年（昭和30年）                | 156,810                              | ←←←←                                 | 65,826                               | 222,636                              |                                   |                                   |                                   |
| 1956年（昭和31年）                | 145,890                              | ←←←←                                 | 71,348                               | 217,238                              |                                   |                                   |                                   |
| 1957年（昭和32年）                | 141,660                              | ←←←←                                 | 74,086                               | 215,746                              |                                   |                                   |                                   |
| 1958年（昭和33年）                | 142,200                              | ←←←←                                 | 67,599                               | 209,799                              |                                   |                                   |                                   |
| 1959年（昭和34年）                | 131,250                              | ←←←←                                 | 65,949                               | 197,199                              |                                   |                                   |                                   |
| 1960年（昭和35年）                | 124,500                              | ←←←←                                 | 64,937                               | 189,437                              |                                   |                                   |                                   |
| 1961年（昭和36年）                | 134,970                              | ←←←←                                 | 71,746                               | 206,716                              |                                   |                                   |                                   |
| 1962年（昭和37年）                | 140,700                              | ←←←←                                 | 74,968                               | 215,668                              |                                   |                                   |                                   |
| 1963年（昭和38年）                | 148,200                              | ←←←←                                 | 72,013                               | 220,213                              |                                   |                                   |                                   |
| 1964年（昭和39年）                | 155,100                              | ←←←←                                 | 76,720                               | 231,820                              |                                   |                                   |                                   |
| 1965年（昭和40年）                | 152,790                              | ←←←←                                 | 81,826                               | 234,616                              |                                   |                                   |                                   |
| 1966年（昭和41年）                | 150,750                              | ←←←←                                 | 83,406                               | 234,156                              |                                   |                                   |                                   |
| 1967年（昭和42年）                | 152,310                              | ←←←←                                 | 78,044                               | 230,354                              |                                   |                                   |                                   |
| 1968年（昭和43年）                | 161,140                              | ←←←←                                 | 98,546                               | 259,686                              |                                   |                                   |                                   |
| 1969年（昭和44年）                | 154,290                              | ←←←←                                 | 111,300                              | 265,590                              |                                   |                                   |                                   |
| 1970年（昭和45年）                | 156,120                              | ←←←←                                 | 114,078                              | 270,198                              |                                   |                                   |                                   |
| 1971年（昭和46年）                | 154,800                              | ←←←←                                 | 125,355                              | 280,155                              |                                   |                                   |                                   |
| 1972年（昭和47年）                | 166,530                              | ←←←←                                 | 145,060                              | 311,590                              |                                   |                                   |                                   |
| 1973年（昭和48年）                | 177,900                              | ←←←←                                 | 151,422                              | 329,322                              |                                   |                                   |                                   |
| 1974年（昭和49年）                | 191,610                              | ←←←←                                 | 139,307                              | 330,917                              |                                   |                                   |                                   |
| 1975年（昭和50年）                | 206,130                              | ←←←←                                 | 149,708                              | 355,838                              |                                   |                                   |                                   |
| 1976年（昭和51年）                | 188,220                              | ←←←←                                 | 146,140                              | 334,360                              |                                   |                                   |                                   |
| 1977年（昭和52年）                | 200,700                              | ←←←←                                 | 153,677                              | 354,377                              |                                   |                                   |                                   |
| 1978年（昭和53年）                | 218,400                              | ←←←←                                 | 161,953                              | 380,353                              |                                   |                                   |                                   |
| 1979年（昭和54年）                | 242,250                              | ←←←←                                 | 169,641                              | 411,891                              |                                   |                                   |                                   |
| 1980年（昭和55年）                | 254,700                              | ←←←←                                 | 168,878                              | 423,578                              |                                   |                                   |                                   |
| 1981年（昭和56年）                | 266,850                              | ←←←←                                 | 170,715                              | 437,565                              |                                   |                                   |                                   |
| 1982年（昭和57年）                | 272,040                              | ←←←←                                 | 172,840                              | 444,880                              | 11月16日                          | 2,176                             |                                   |
| 1983年（昭和58年）                | 283,650                              | ←←←←                                 | 177,391                              | 461,041                              | 11月8日                           | 2,338                             |                                   |
| 1984年（昭和59年）                | 287,610                              | ←←←←                                 | 174,350                              | 461,960                              | 11月6日                           | 2,354                             |                                   |
| 1985年（昭和60年）                | 297,000                              | ←←←←                                 | 182,484                              | 479,484                              | 11月12日                          | 2,338                             |                                   |
| 1986年（昭和61年）                | 307,050                              | ←←←←                                 | 199,476                              | 506,526                              | 11月11日                          | 2,509                             |                                   |
| 1987年（昭和62年）                | 299,850                              | ←←←←                                 | 219,407                              | 519,257                              | 11月10日                          | 2,567                             |                                   |
| 1988年（昭和63年）                | 309,930                              | ←←←←                                 | 217,559                              | 527,489                              | 11月8日                           | 2,563                             |                                   |
| 1989年（平成元年）                | 314,370                              | ←←←←                                 | 231,763                              | 546,133                              | 11月14日                          | 2,727                             |                                   |
| 1990年（平成2年）                 | 328,980                              | ←←←←                                 | 237,794                              | 566,774                              | 11月6日                           | 3,005                             |                                   |
| 1991年（平成3年）                 | 337,530                              | ←←←←                                 | 222,540                              | 560,070                              |                                   |                                   |                                   |
| 1992年（平成4年）                 | 336,360                              | ←←←←                                 | 214,742                              | 551,102                              | 11月10日                          | 2,995                             |                                   |
| 1993年（平成5年）                 | 341,850                              | ←←←←                                 | 221,917                              | 563,767                              |                                   |                                   |                                   |
| 1994年（平成6年）                 | 369,330                              | ←←←←                                 | 224,879                              | 594,209                              |                                   |                                   |                                   |
| 1995年（平成7年）                 | 372,240                              | ←←←←                                 | 225,175                              | 597,415                              | 12月5日                           | 2,749                             |                                   |
| 1996年（平成8年）                 | 346,380                              | ←←←←                                 | 220,513                              | 566,893                              |                                   |                                   |                                   |
| 1997年（平成9年）                 | 322,350                              | ←←←←                                 | 216,831                              | 539,181                              |                                   |                                   |                                   |
| 1998年（平成10年）                | 317,550                              | ←←←←                                 | 208,618                              | 526,168                              |                                   |                                   |                                   |
| 1999年（平成11年）                | 343,380                              | ←←←←                                 | 213,339                              | 556,719                              |                                   |                                   |                                   |
| 2000年（平成12年）                | 371,400                              | ←←←←                                 | 212,863                              | 584,263                              |                                   |                                   |                                   |
| 2001年（平成13年）                | 345,540                              | ←←←←                                 | 210,006                              | 555,546                              |                                   |                                   |                                   |
| 2002年（平成14年）                | 317,340                              | ←←←←                                 | 204,131                              | 521,471                              |                                   |                                   |                                   |
| 2003年（平成15年）                | 300,570                              | ←←←←                                 | 200,155                              | 500,725                              |                                   |                                   |                                   |
| 2004年（平成16年）                | 286,590                              | ←←←←                                 | 195,363                              | 481,953                              |                                   |                                   |                                   |
| 2005年（平成17年）                | 268,710                              | ←←←←                                 | 198,047                              | 466,757                              | 11月8日                           | 2,892                             |                                   |
| 2006年（平成18年）                | 264,210                              | ←←←←                                 | 194,085                              | 458,295                              |                                   |                                   |                                   |
| 2007年（平成19年）                | 265,650                              | ←←←←                                 | 250,422                              | 516,072                              |                                   |                                   | 10月1日 伊賀線を分離              |
| 2008年（平成20年）                | 300,630                              | ←←←←                                 | 295,742                              | 596,372                              | 11月18日                          | 5,770                             |                                   |
| 2009年（平成21年）                |                                      | ←←←←                                 |                                      |                                      |                                   |                                   |                                   |
| 2010年（平成22年）                |                                      | ←←←←                                 |                                      |                                      | 11月9日                           | 5,455                             |                                   |

伊賀鉄道線
| 年度別利用状況（伊賀鉄道 伊賀神戸駅） | 年度別利用状況（伊賀鉄道 伊賀神戸駅） | 年度別利用状況（伊賀鉄道 伊賀神戸駅） | 年度別利用状況（伊賀鉄道 伊賀神戸駅） | 年度別利用状況（伊賀鉄道 伊賀神戸駅） | 年度別利用状況（伊賀鉄道 伊賀神戸駅） | 年度別利用状況（伊賀鉄道 伊賀神戸駅） | 年度別利用状況（伊賀鉄道 伊賀神戸駅） |
| 年 度                                 | 当駅分輸送実績（乗車人員）：人／年度  | 当駅分輸送実績（乗車人員）：人／年度  | 当駅分輸送実績（乗車人員）：人／年度  | 当駅分輸送実績（乗車人員）：人／年度  | 乗降人員調査結果 人／日               | 乗降人員調査結果 人／日               | 特 記 事 項                           |
| ------------------------------------- | ------------------------------------- | ------------------------------------- | ------------------------------------- | ------------------------------------- | ------------------------------------- | ------------------------------------- | ------------------------------------- |
| 年 度                                 | 通勤定期                              | 通学定期                              | 定期外                                | 合 計                                 | 調査日                                | 調査結果                              | 特 記 事 項                           |
| 2007年（平成19年）                    | 433,050                               | ←←←←                                  | 73,252                                | 506,302                               |                                       |                                       | 下半期の値                            |
| 2008年（平成20年）                    | 658,080                               | ←←←←                                  | 137,381                               | 795,461                               | 11月14日                              | 3,883                                 |                                       |
| 2009年（平成21年）                    |                                       | ←←←←                                  |                                       |                                       |                                       |                                       |                                       |

## 駅周辺
駅から三重県道57号線を結ぶ道路沿いには駐車場（月極・一時預かり）が連なるように設けられているが、その途中には病院（整形外科）がある。その道路を道なりに進むと「朝日ケ丘町」という住宅街に至る。駅南側には山林があるが、舗装された道路がある。そこを通り抜けると伊賀ゴルフコースの裏口を経て高瀬神社と蓮花寺に至るが、神社と寺は駅からやや離れた所にある。
- 天理教錦神分教会
- 比土桃山道地蔵石仏
- 清正公碑
- 国道422号
- 三重県道57号上野名張線

## バス路線
青山行政バス
- 伊賀神戸線
  - 青山複合施設アオーネ 行
    - 平日のみ運行。ただし、年末年始（12月29日 - 翌年1月3日）を除く。

神戸地区地域運行バス「かんべ北斗号」
- 西ルート
  - コメリ青山店 行、丸山駅 行
- 東ルート
  - コメリ青山店 行、領主谷公民館 行
    - ともに、火曜・金曜のみ運行。ただし、年末年始（12月29日 - 翌年1月3日）を除く。

送迎バス
- メナード青山リゾート（予約制）[19]

## 隣の駅
近畿日本鉄道
D 大阪線
- □特急一部停車駅

■快速急行・■急行・■普通
美旗駅 (D51) - 伊賀神戸駅 (D52) - 青山町駅 (D53)
伊賀鉄道
■伊賀鉄道線
比土駅 - 伊賀神戸駅

### かつて存在した路線
近畿日本鉄道
伊賀鉄道線（廃止区間）
伊賀神戸駅 - 美旗新田駅